# Most św. Gotarda
Most św. Gotarda – most w wiosce Leles w południowo-wschodniej Słowacji. Jest to prawdopodobnie najstarszy most zachowany na terenie tego kraju.

## Historia
Gotycki most pochodzi z XIV wieku. W XVIII wieku mnisi z pobliskiego klasztoru norbertanów umieścili obok niego posąg św. Gotarda, od którego wziął on swoją nazwę. Po II wojnie światowej został on usunięty z mostu. W 1994 roku została przeprowadzona renowacja mostu.

## Opis
Most został wykonany z kamienia pochodzącego z pobliskiego kamieniołomu. Zachowały się łuki nad dawnym, obecnie suchym korytem Cisy. Most ma długość 70 m, a szerokość 5 m. Jest obecnie zamknięty dla ruchu drogowego.